# Fritz de Brouckère
Fritz de Brouckère est un peintre belge né le 30 juin 1879 à Roulers (Belgique) et mort en 1928. Il fait partie du courant impressionniste belge, courant proche du luminisme.
La côte belge, les polders et la vie à la campagne sont des éléments récurrents dans ses tableaux.

## Biographie

### Jeunesse
Fritz Octave Charles Melchior de Brouckère, né le 30 juin 1879 à Roulers, est le fils de Paul de Brouckère, industriel, et de Louise Streel. Il épouse le 16 mai 1906 Adrienne de Rycker à Bruxelles. Ils ont deux filles, Marie-Louise et Anita.
Dans sa jeunesse, il visite régulièrement l’atelier d’Ernest Blanc-Garin et s’exerce à la peinture et au dessin dans le style de l'époque.

### Vie de famille

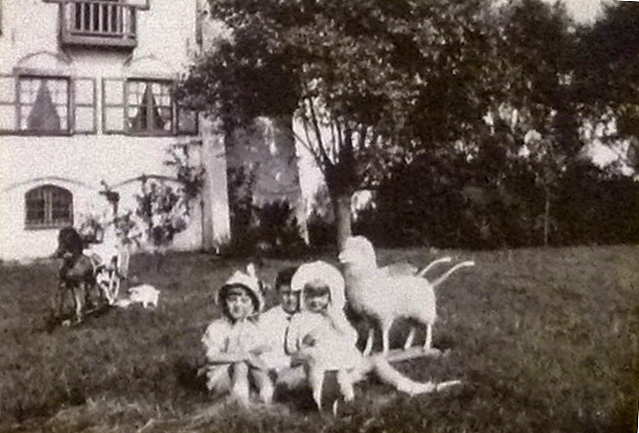
Enfants jouant dans le jardin devant la « Bremhuis »

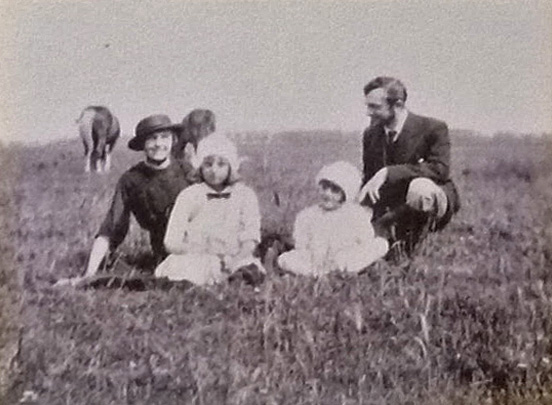
La famille de Brouckère réunie à la côte belge. De gauche à droite : Adrienne, Marie-Louise, Anita, Fritz

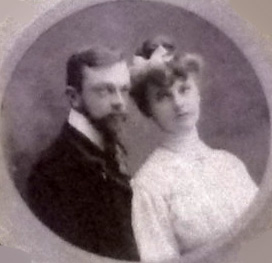
Fritz et Adrienne de Brouckère

En 1910, il fait construire sa maison à Knokke, drève du Comte Jean, et la baptise « Bremhuis ». Il y habite avec sa femme, Adrienne, et ses filles. La maison a été démolie pour devenir l'actuel hôpital de Knokke.
Fritz de Brouckère était passionné d'opéra.
En 1923, la famille de Brouckère retourne à Bruxelles pour cause de la maladie du père. Sa santé ne s'améliorant pas, cinq ans plus tard il meurt, âgé de 49 ans. Sa veuve est décédée en 1971.

## Œuvres
Fritz de Brouckère peint en grande partie les paysages de la côte belge. La lumière, la quiétude et les couleurs des polders étaient pour lui des éléments cruciaux pour son travail et qui s'y reflètent.

« Peindre, était à ses yeux une observation et une découverte de la nature dans ses nombreux aspects. Il aimait poser son chevalet dans le paysage de Knokke- cela se sent dans ses scènes de dunes et de plage.
(…) Tout près de son domicile, Fritz de Brouckère a peint les souches coupées dans les champs marécageux, les gerbes de blé alignées en longues rangées dans les champs. Il pouvait trouver toute cette explosion de couleurs dans les environs immédiats de sa maison et de son atelier. Il aimait aussi les maisonnettes basses et pleines de charme le long de la digue et au village ; les tas de fumier devant les fermes, les poules picorant çà et là, les paysans menant le bétail vers les pannes des polders du Zoute. »

## Expositions
À Knokke-Heist une exposition, De l’atelier à la côte. Knocke & Heyst, 1880-1940 (Van het atelier naar de kust en néerlandais) eut lieu qui exposa grand nombre de peintres belges. Elle avait pour but de rassembler tous les peintres de la côte belge, sinon les œuvres des artistes qui ont mis en scène la côte. Une autre spécificité de l'exposition est qu'elle réunissait des œuvres produites entre 1880 et 1940. Des peintres comme Félicien Rops, Constant Permeke, Floris Jespers, Paul Baum, Jan Verhas, Alfred Verwee et Emmanuel Viérin y étaient exposés.
Fritz de Brouckère eut l'occasion d'y être exposé aussi. Quelques tableaux de collections privées furent rassemblées pour l'occasion.
De son vivant Fritz de Brouckère n'a jamais exposé ses tableaux ni souhaité le faire.

### Galerie

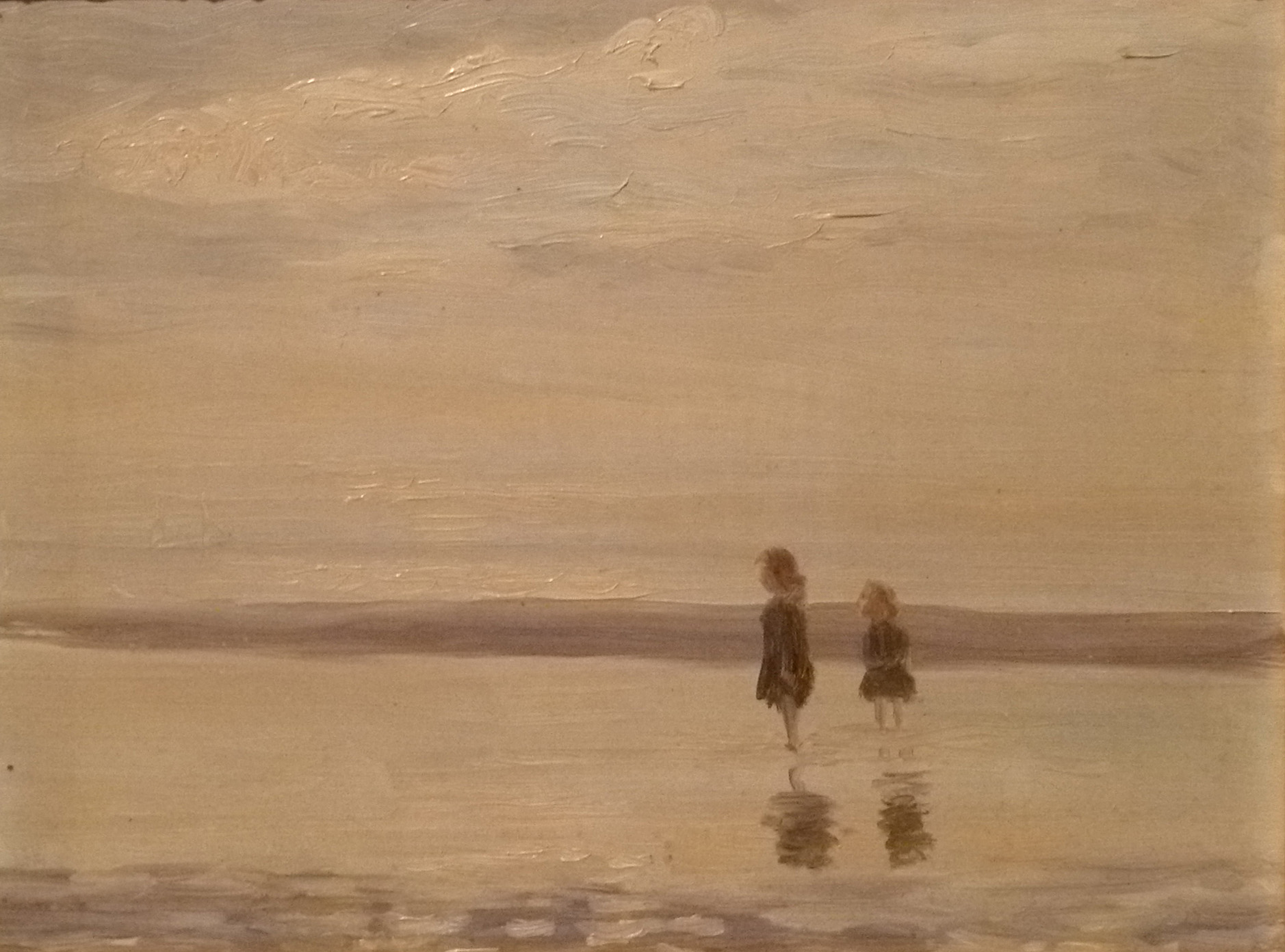
Deux filles sur la plage
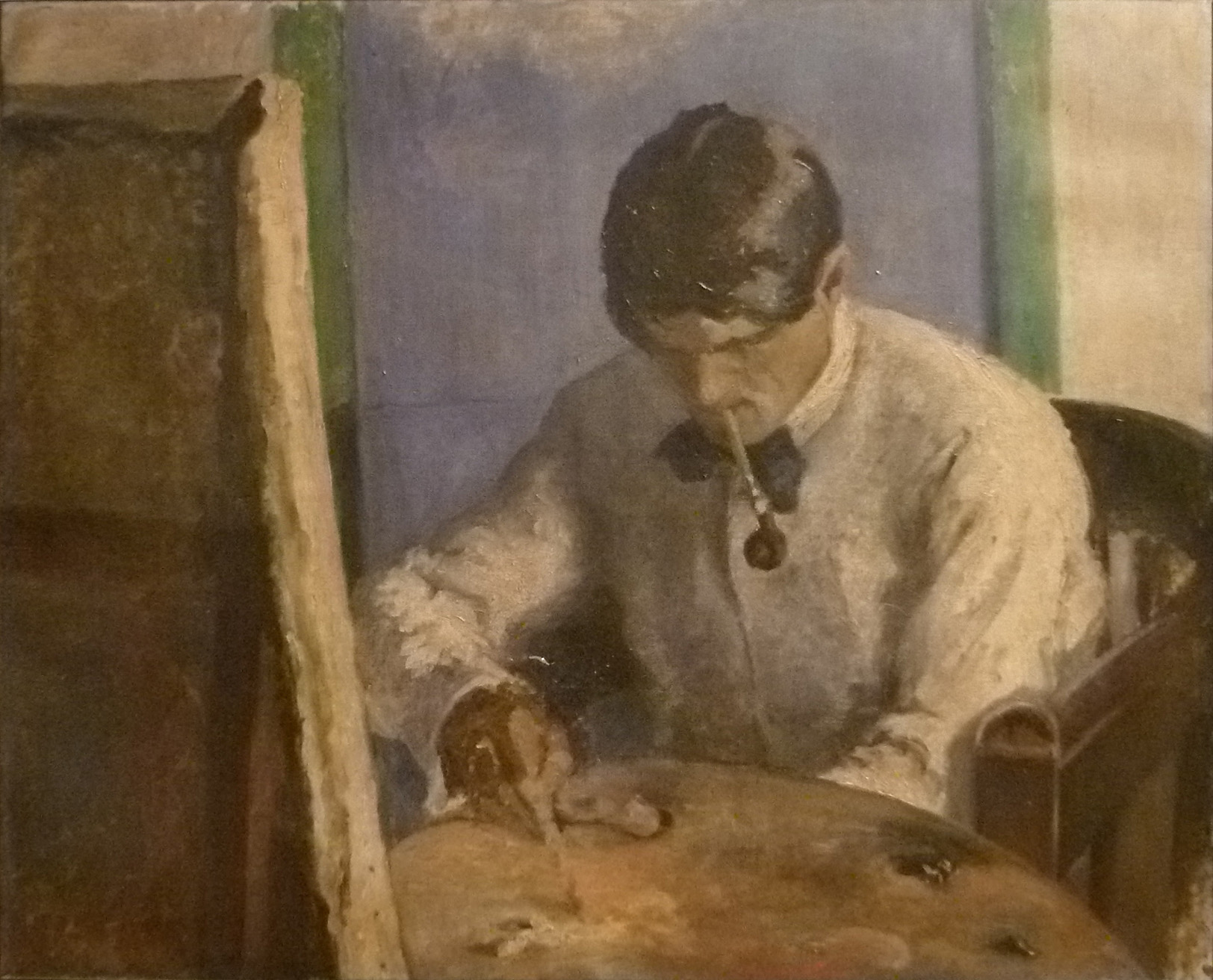
Portrait de Jean Parmentier, collection privée
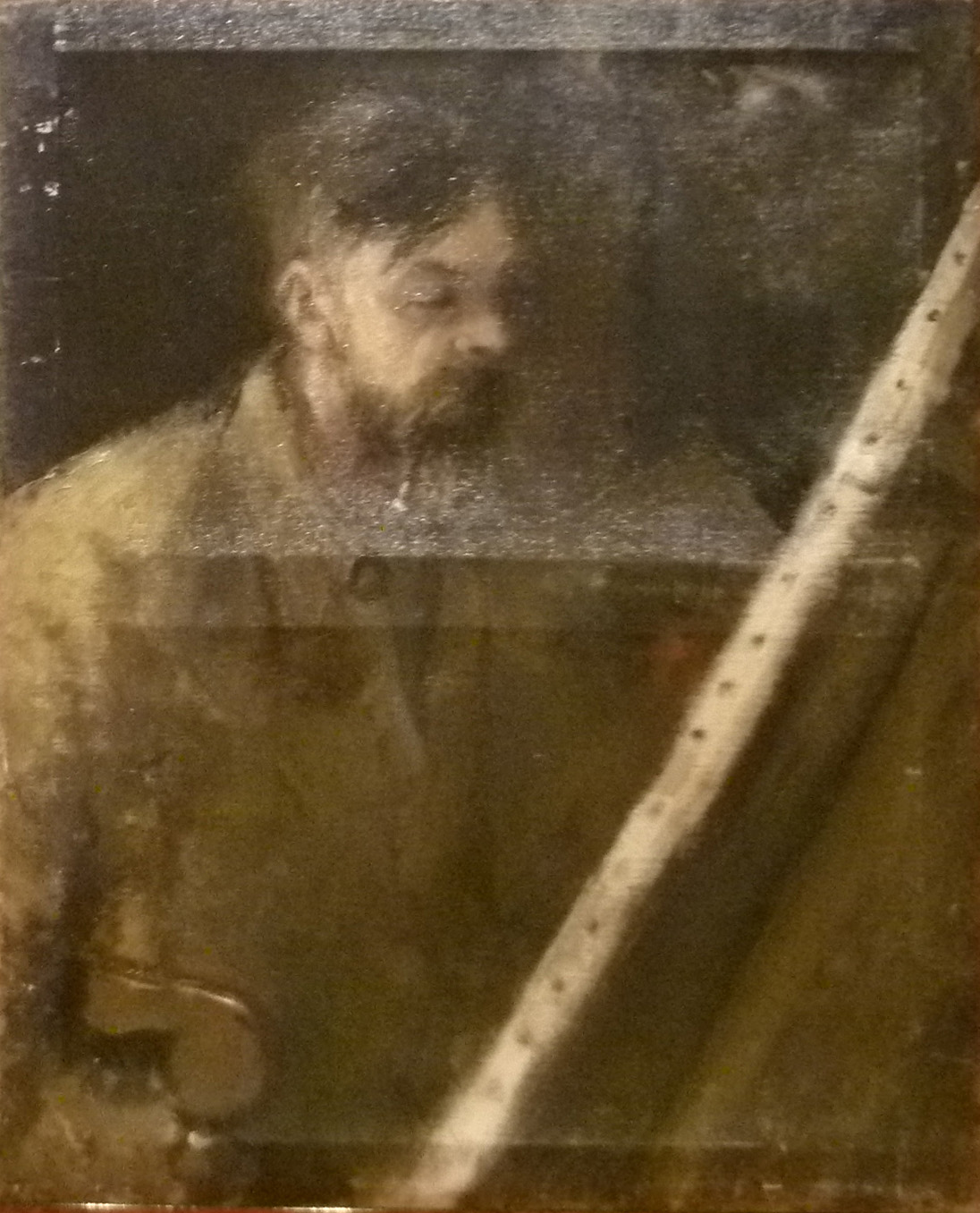
Autoportrait, huile sur toile, 80x66cm, collection privée
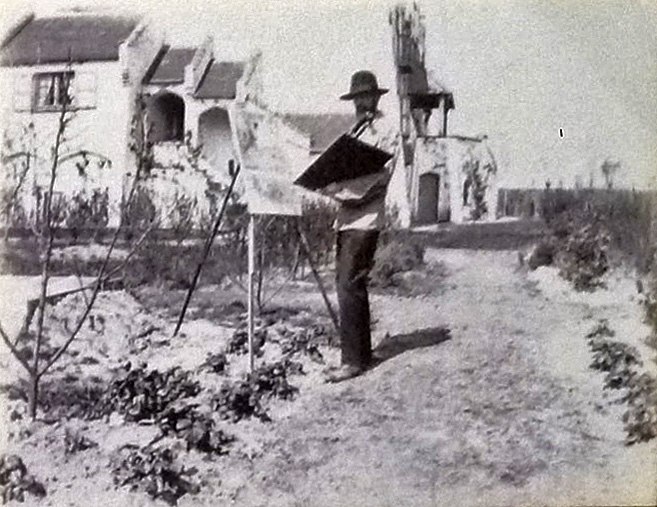
Photographie de Fritz de Brouckère en train de peindre devant sa maison "Bremhuis"